# كأس رابطة الدول المستقلة 2007
كأس رابطة الدول المستقلة 2007 هو الموسم 15 من كأس رابطة الدول المستقلة. أقيم خلال الفترة 20 يناير 2007 وحتى 28 يناير 2007، وكان عدد الأندية المشاركة فيه 16، وفاز فيه نادي باختاكور طشقند.